# Ancy-le-Franc
Pour les articles homonymes, voir Ancy (homonymie).
Cet article possède un paronyme, voir Uncey-le-Franc.
Ancy-le-Franc est une commune française située dans le département de l'Yonne, en région Bourgogne-Franche-Comté.
Ses habitants, appelés les Ancéacquais, sont au nombre de 837 en 2022. Le village fait partie d'une communauté de communes, Le Tonnerrois en Bourgogne, comprenant 52 communes et 16 796 habitants en 2014. Ancien chef-lieu de canton, le village fait aujourd'hui partie du canton du Tonnerrois.

## Géographie

### Situation

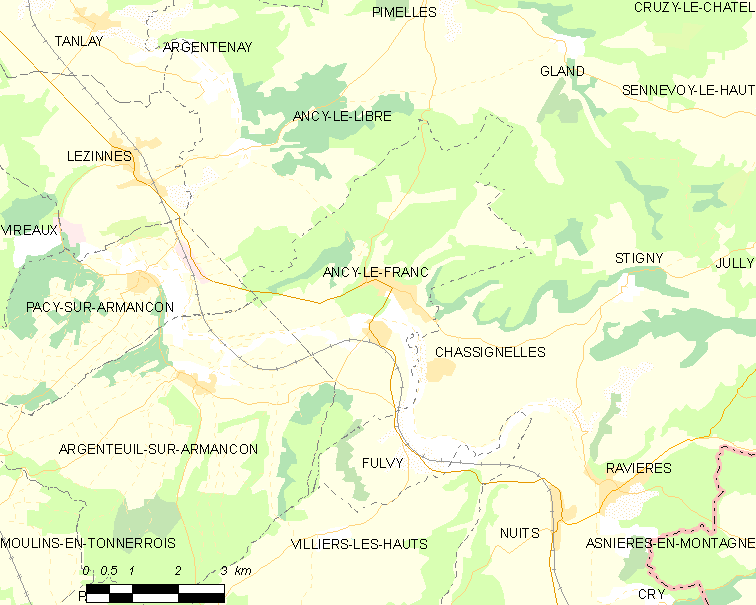
Carte de la commune avec les différents axes de transport.

Ancy-le-Franc se situe dans l'Est du département de l'Yonne, à 53 km à l'Est de sa préfecture Auxerre. Le département de la Côte-d'Or est à 16 km au Sud-Est (direction Aisy-sur-Armançon) et 14 km à l'Est (direction Verdonnet) ; celui de l'Aube est à 23 km au nord (direction Channes).
Le village est traversé par la D905, route départementale structurante de l'Yonne, reliant la préfecture du département Auxerre à la préfecture de la région, Dijon en passant par les villes de Chablis, Tonnerre, Montbard, Venarey-les-Laumes et Vitteaux.
La ligne ferroviaire reliant la gare de Laroche - Migennes à celle de Dijon longe le sud du village.

### Topographie
Le village est situé dans la vallée de l'Armançon qui forme les vestiges d'une pénéplaine après une érosion très ancienne. Sa superficie est d'environ 1 965 hectares, pour une altitude comprise entre 169 mètres et 302 mètres NGF. Une partie du village est établie sur la colline surplombant la vallée de l'Armançon.
Les parties Sud et Ouest de la commune s'étendent une plaine assez dégagée alors que les parties Nord et Est sont dominées par une colline composée de calcaire et boisée qui culmine à une altitude de 300 mètres NGF,.

### Hydrographie
Ancy-le-Franc est traversé par le canal de Bourgogne et par un cours d'eau naturel : l'Armançon, tous deux à l'air libre. Le village reçoit environ 880 mm de pluie par an.
L'Armançon venant de l'Est a un débit de 2,2 m3/s à 25 m3/s  (observé à la station hydrologique d'Aisy-sur-Armançon), mais bien supérieur en période de crue qui peuvent être importantes et qui sont assez fréquentes. Le débit de l'Armançon a été observé sur une période de 31 ans (1989-2020), à la station hydrologique d'Aisy-sur-Armançon. Le module de la rivière à Avallon est de 12,6 m3/s. La surface étudiée du bassin versant à cet endroit est de 1 350 km2, soit 44 % du bassin versant total de 3 077 km2.
L'Armançon est surveillé à Aisy-sur-Armançon par Vigicrues, avec publication de son niveau toutes les six heures
. Le débit instantané maximal enregistré a été de 277 m3/s le 27 avril 1998, tandis que la valeur journalière maximale a été de 251 m3/s le 4 mai 2013.

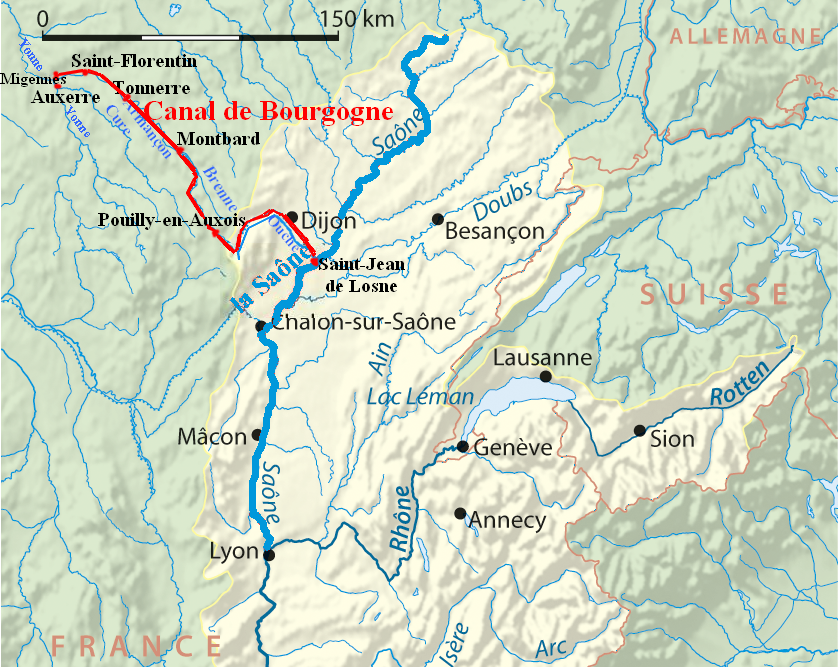
Tracé du canal de Bourgogne passant à la limite sud d'Ancy-le-Franc derrière le château.
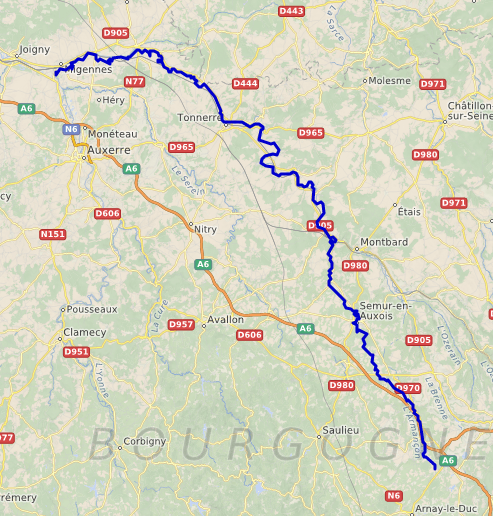
Tracé de l'Armançon.
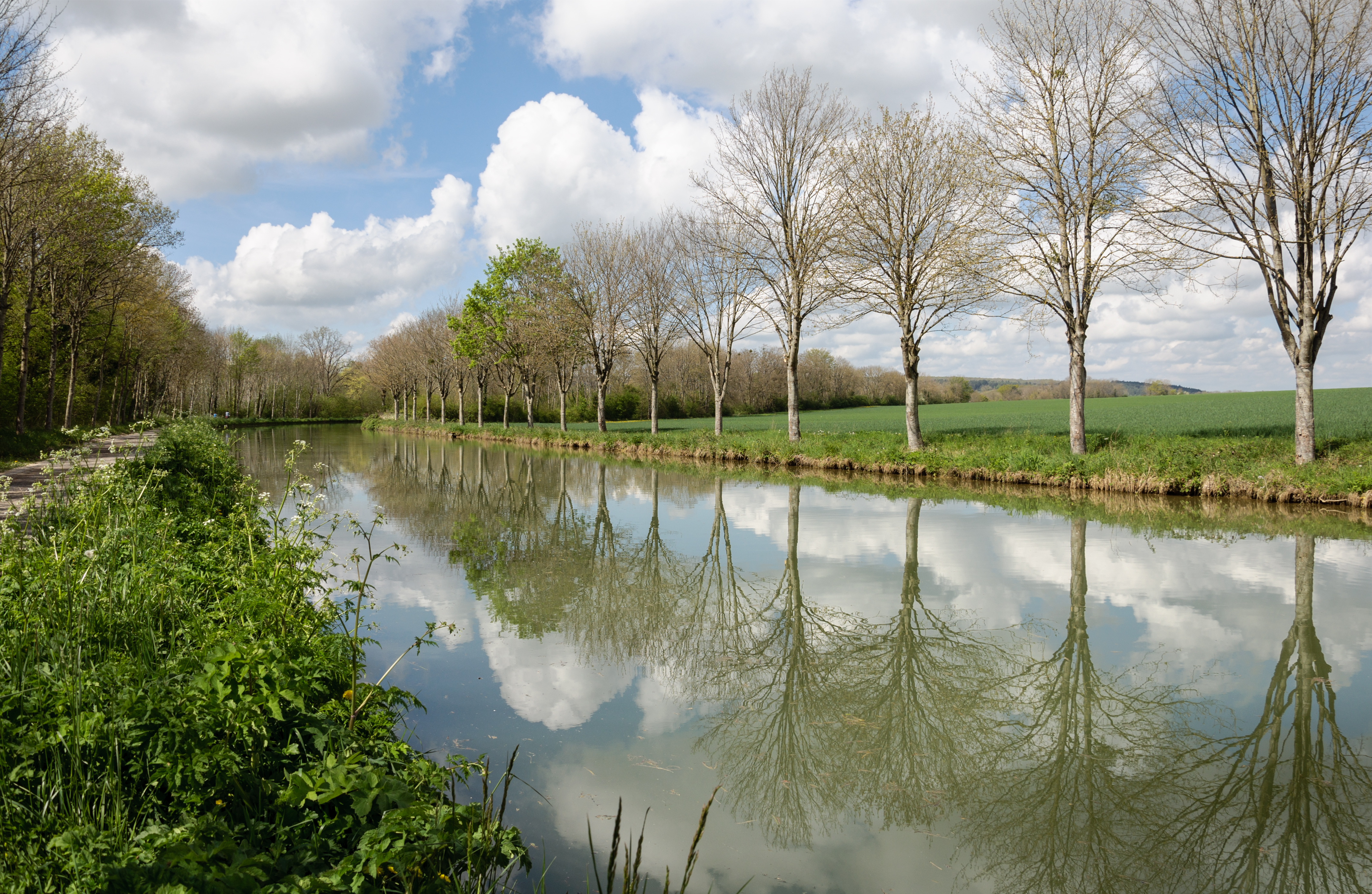
Canal de Bourgogne à Fulvy (commune en amont d'Ancy-le-Franc).
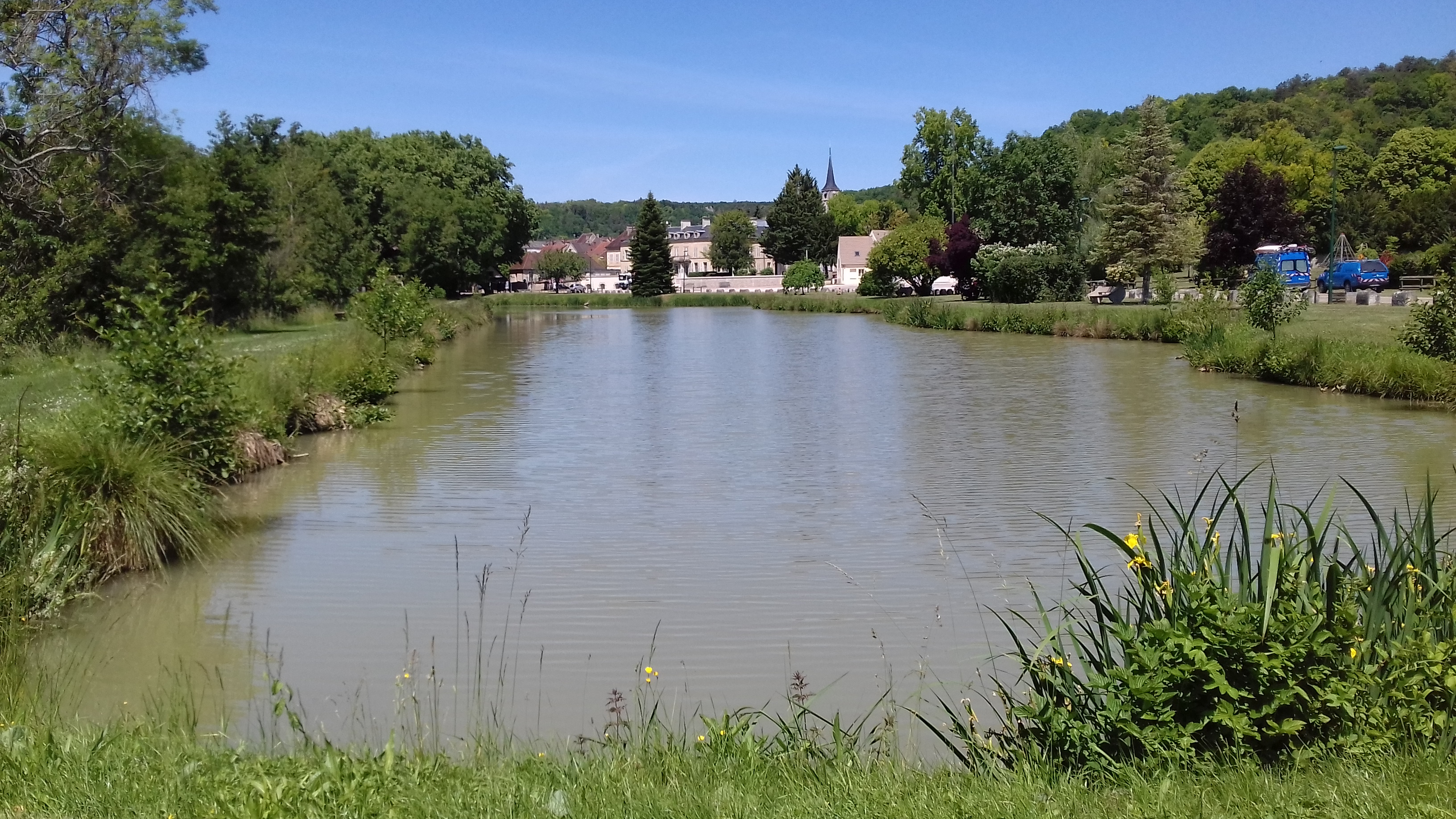
Etang situé au sud du village.

### Climat
Pour des articles plus généraux, voir Climat de la Bourgogne-Franche-Comté et Climat de l'Yonne.
En 2010, le climat de la commune est de type climat océanique dégradé des plaines du Centre et du Nord, selon une étude du Centre national de la recherche scientifique s'appuyant sur une série de données couvrant la période 1971-2000. En 2020, Météo-France publie une typologie des climats de la France métropolitaine dans laquelle la commune est exposée à un climat océanique altéré et est dans la région climatique Lorraine, plateau de Langres, Morvan, caractérisée par un hiver rude (1,5 °C), des vents modérés et des brouillards fréquents en automne et hiver.
Pour la période 1971-2000, la température annuelle moyenne est de 10,8 °C, avec une amplitude thermique annuelle de 15,9 °C. Le cumul annuel moyen de précipitations est de 805 mm, avec 12,3 jours de précipitations en janvier et 8,1 jours en juillet. Pour la période 1991-2020, la température moyenne annuelle observée sur la station météorologique de Météo-France la plus proche, « Cruzy_sapc », sur la commune de Cruzy-le-Châtel à 10 km à vol d'oiseau, est de 11,1 °C et le cumul annuel moyen de précipitations est de 845,8 mm. 
La température maximale relevée sur cette station est de 40,7 °C, atteinte le 25 juillet 2019 ; la température minimale est de −21 °C, atteinte le 16 janvier 1985,,.
Les paramètres climatiques de la commune ont été estimés pour le milieu du siècle (2041-2070) selon différents scénarios d'émission de gaz à effet de serre à partir des nouvelles projections climatiques de référence DRIAS-2020. Ils sont consultables sur un site dédié publié par Météo-France en novembre 2022.

## Urbanisme

### Typologie
Au 1er janvier 2024, Ancy-le-Franc est catégorisée commune rurale à habitat dispersé, selon la nouvelle grille communale de densité à sept niveaux définie par l'Insee en 2022.
Elle est située hors unité urbaine et hors attraction des villes,.

### Occupation des sols
L'occupation des sols de la commune, telle qu'elle ressort de la base de données européenne d’occupation biophysique des sols Corine Land Cover (CLC), est marquée par l'importance des forêts et milieux semi-naturels (53,5 % en 2018), en augmentation par rapport à 1990 (52,1 %). La répartition détaillée en 2018 est la suivante : 
forêts (53,5 %), terres arables (33,4 %), zones urbanisées (6,6 %), prairies (5,8 %), zones agricoles hétérogènes (0,7 %). L'évolution de l’occupation des sols de la commune et de ses infrastructures peut être observée sur les différentes représentations cartographiques du territoire : la carte de Cassini (XVIIIe siècle), la carte d'état-major (1820-1866) et les cartes ou photos aériennes de l'IGN pour la période actuelle (1950 à aujourd'hui).

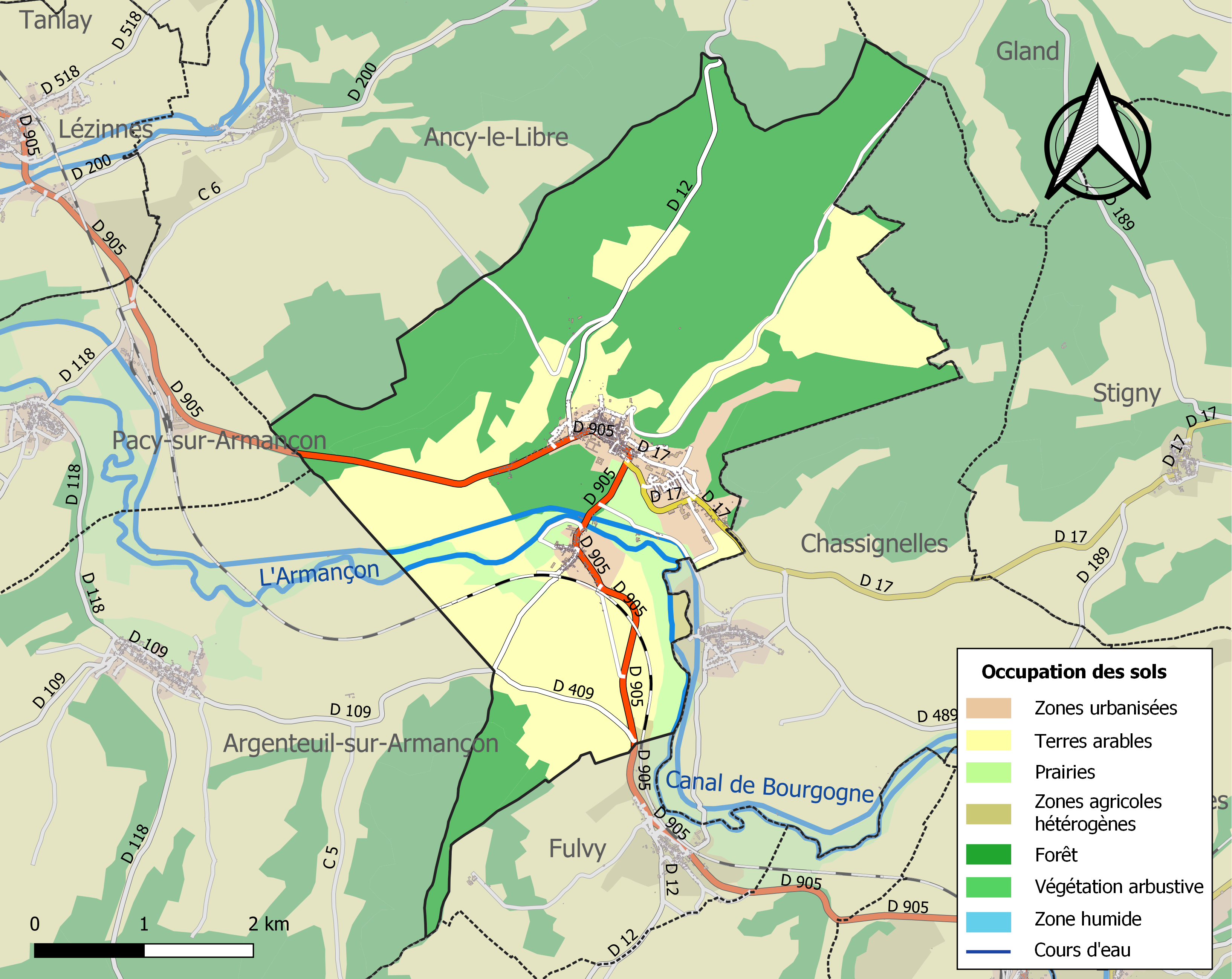
Carte des infrastructures et de l'occupation des sols de la commune en 2018 (CLC).

## Toponymie
L'ancien nom d'Ancy-le-Franc est Anciacum.

## Histoire

### Bronze final
Des fouilles antérieures aux années 1980 réalisées dans une sablière ont révélé des objets datés de l'âge du bronze final.
Au début des années 1980, des fouilles archéologiques sont réalisées par Robert Biton dans le quartier Les Fontainottes. Elles mettent au jour les trous de poteaux de quelques centimètres de largeur d'un mur de cabane, de deux foyers pour le feu et d'un possible silo. Des petits objets indiquent l'existence d'un habitat ancien : os d'animaux domestiques, quelques tessons de poterie (jarre, pots et pichet) et trois pièces métalliques. De plus, le lieu se trouve à proximité 'une source et d'une vallée fertile. La poterie est de couleur rose-rouge avec paillettes de mica, unique dans le secteur.

### Moyen Âge
Vers l'an mille, un habitat agricole est attesté dans le village.
Antoine III de Clermont, comte de Clermont, hérita des terres d'Ancy-le-Franc par sa mère, Anne de Husson, comtesse de Tonnerre. Il décida d'y faire construire un château, sous la direction de l'architecte italien Sebastiano Serlio, qui fut achevé vers 1550.
En 1683, François Joseph de Clermont-Tonnerre, ruiné, vend Tonnerre, avec le château, à François Michel Le Tellier de Louvois. La famille Le Tellier de Louvois devient le plus grand propriétaire foncier du village avec la possession de la moitié du finage et du château.

### XVIIIesiècle
À l'époque de la Révolution française, une manufacture de faïencerie dirigée par Jacques Boutet est présente à Ancy-le-Franc-Château. Mais l'approvisionnement en métaux nécessaires à la fabrication de ses poteries est chose difficile en ces temps, et comme de nombreuses autres établissements similaires (en Bourgogne ce sont Montigny à Perreux en 1809, manufacture Ollivier à Nevers en 1809, manufacture Chantemerle aussi à Nevers en 1810, La Charité-sur-Loire en 1812, Dijon-l'Ile en 1812, Ligny-le-Châtel en 1815) elle doit fermer en 1807.
Pendant l'occupation autrichienne de 1814, un magasin de ravitaillement des troupes alliées est créé.
Le marquis Louis-Michel-Félicité Le Tellier de Louvois est président du collège électoral du département, le 26 juillet 1815. Ce collège contribue à l'élection de la "Chambre introuvable".

### XIXe–XXesiècle
En 1844, le château revient aux Clermont-Tonnerre, plus précisément à Gaspard Louis Aimé de Clermont-Tonnerre, marquis puis sixième duc de Clermont-Tonnerre. Il appartient ensuite à la Maison de Merode et à différents propriétaires. Ultérieurement, il est acquis par la société parisienne Paris Investir SAS, dont il est encore la propriété en 2018[réf. nécessaire].
En 1973, Ancy-le-Franc absorbe l'ancienne commune de Cusy (Yonne), située sur l'autre rive de l'Armançon.

## Politique et administration

### Liste des maires
| Période   | Période   | Identité           | Étiquette | Qualité                                                  |
| --------- | --------- | ------------------ | --------- | -------------------------------------------------------- |
|           |           |                    |           |                                                          |
| mars 1989 | mars 2008 | Alain Henry        | PCF       | Conseiller général du canton d'Ancy-le-Franc (1976-2015) |
| mars 2008 | en cours  | Emmanuel Delagneau | SE        | Professeur des écoles                                    |

## Démographie
L'évolution du nombre d'habitants est connue à travers les recensements de la population effectués dans la commune depuis 1793. Pour les communes de moins de 10 000 habitants, une enquête de recensement portant sur toute la population est réalisée tous les cinq ans, les populations de référence des années intermédiaires étant quant à elles estimées par interpolation ou extrapolation. Pour la commune, le premier recensement exhaustif entrant dans le cadre du nouveau dispositif a été réalisé en 2004.

En 2022, la commune comptait 837 habitants, en évolution de −10,48 % par rapport à 2016 (Yonne : −1,95 %, France hors Mayotte : +2,11 %).
| 1793  | 1800  | 1806  | 1821  | 1831  | 1836  | 1841  | 1846  | 1851  |
| ----- | ----- | ----- | ----- | ----- | ----- | ----- | ----- | ----- |
| 1 171 | 1 228 | 1 198 | 1 154 | 1 363 | 1 413 | 1 423 | 1 686 | 1 762 |

| 1856  | 1861  | 1866  | 1872  | 1876  | 1881  | 1886  | 1891  | 1896  |
| ----- | ----- | ----- | ----- | ----- | ----- | ----- | ----- | ----- |
| 1 840 | 1 839 | 1 772 | 1 851 | 1 722 | 1 716 | 1 367 | 1 302 | 1 221 |

| 1901  | 1906  | 1911  | 1921  | 1926  | 1931  | 1936 | 1946 | 1954  |
| ----- | ----- | ----- | ----- | ----- | ----- | ---- | ---- | ----- |
| 1 189 | 1 294 | 1 230 | 1 082 | 1 101 | 1 103 | 930  | 876  | 1 037 |

| 1962  | 1968  | 1975  | 1982  | 1990  | 1999  | 2004  | 2006  | 2009  |
| ----- | ----- | ----- | ----- | ----- | ----- | ----- | ----- | ----- |
| 1 056 | 1 059 | 1 236 | 1 188 | 1 174 | 1 108 | 1 090 | 1 089 | 1 007 |

| 2014 | 2019 | 2022 | - | - | - | - | - | - |
| ---- | ---- | ---- | - | - | - | - | - | - |
| 943  | 853  | 837  | - | - | - | - | - | - |

## Économie
Au début du XXe siècle, une carrière de ciment est présente à un kilomètre à l'Est du village.
À la fin des années 1980, le Tonnerrois tente de changer son modèle économique en misant sur la viticulture et la céréaliculture, ajoutée à une économie touristique débutant dans ce secteur géographique. Ces choix sont confirmés par le contrat développement du Tonnerrois signé en septembre 2002, mais Ancy-le-Franc ne parvient pas à obtenir des bénéfices de ce plan.

## Culture locale et patrimoine

### Lieux et monuments
- Chapelle funéraire de la famille Le Cosquinot (XVIe siècle), inscrite en 1925[31] ;
- Église Sainte-Colombe d'Ancy-le-Franc ;
- Château d'Ancy-le-Franc (XVIe siècle), classé en 1983[32].

Monuments d'Ancy-le-Franc
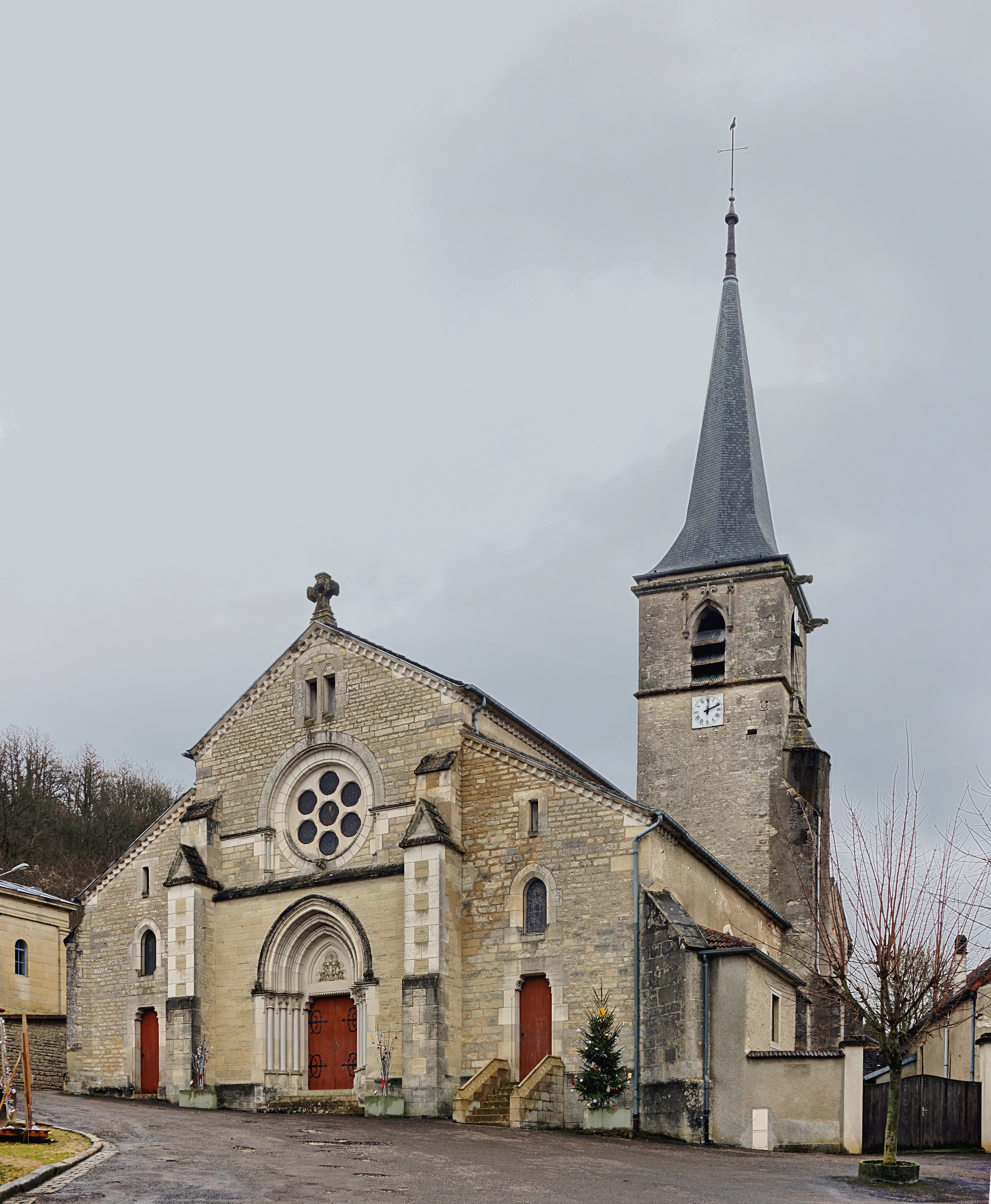
L'église Sainte-Colombe.
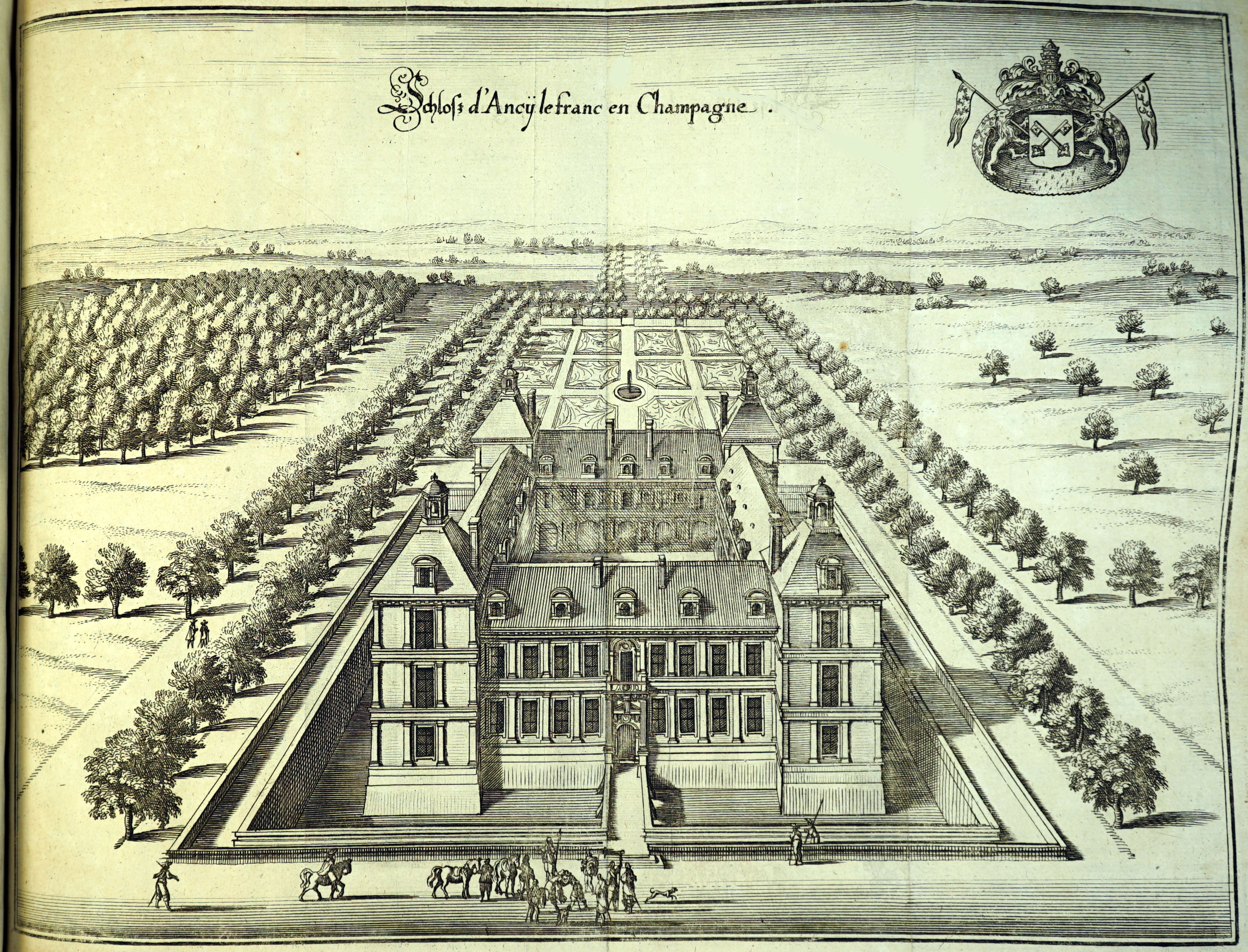
Château d'Ancy-le-Franc, gravure XVIIe siècle.
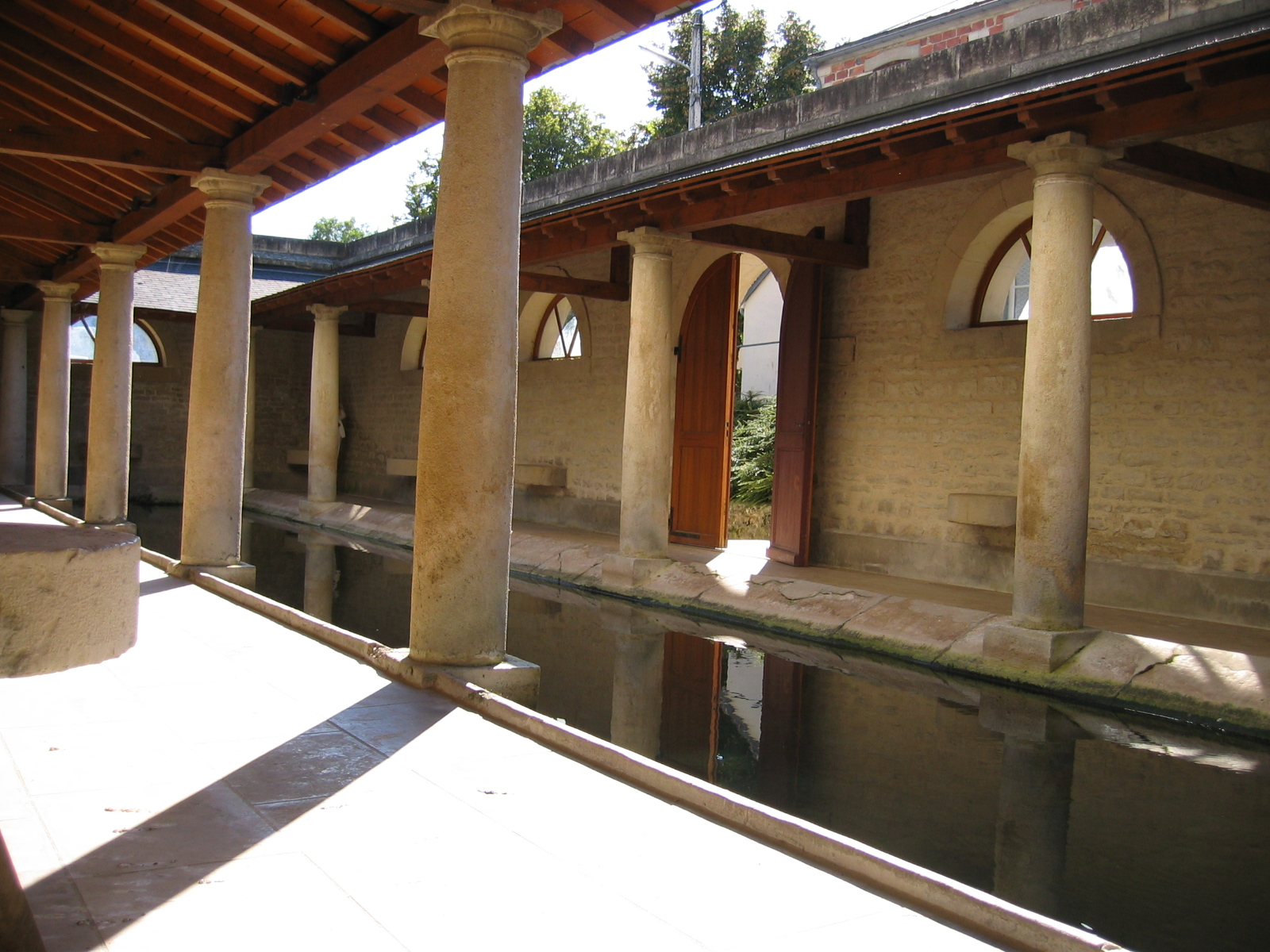
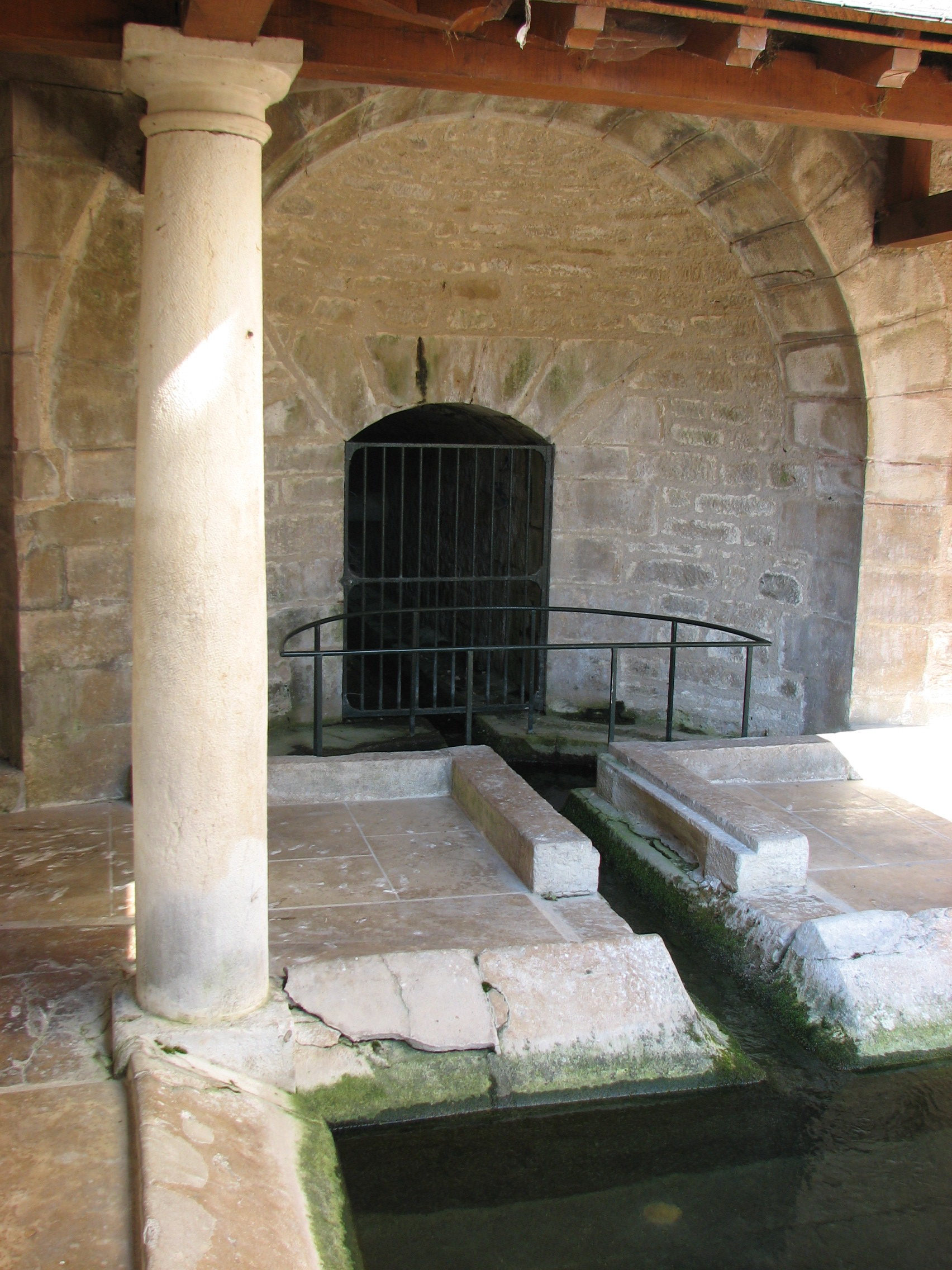

### Personnalités liées à la commune
- Louis d'Ailleboust, né à Ancy-le-Franc en 1612 et décédé à Montréal, Canada. Gouverneur de la Nouvelle-France.
- Charles Fournerat (1780-1867), homme politique, né et mort à Ancy-le-Franc.
- Charles-Auguste Martenot (1827-1900), ingénieur et homme politique français, né à Ancy-le-Franc.
- Eugène Villejean (1850-1930), médecin et député né sur la commune.

### Héraldique
| Blason | Blasonnement : De gueules à deux clefs d'or passées en sautoir. Commentaires : Les armes de la ville sont celles inspirées de celles de la famille de Clermont-Tonnerre, premiers propriétaires du château (les armoiries peuvent d'ailleurs être observées sur les murs du château). |

## Pour approfondir